# ألفرد إي. مان
ألفرد إي. مان (بالإنجليزية: Alfred E. Mann)‏ هو رائد أعمال أمريكي، ولد في 1925 في بورتلاند في الولايات المتحدة، وتوفي في 25 فبراير 2016 في لاس فيغاس في الولايات المتحدة بسبب نوبة قلبية.